# Beatricija Engleska
Beatris(a) Engleska (eng. Beatrice; 25. lipnja 1242. – 24. ožujka 1275.) bila je princeza Engleske i grofica Richmonda.

## Biografija

### Rani život
Beatris je bila kćer engleskog kralja Henrika III. i njegove supruge Eleonore Provanske te sestra Margarete i Edvarda I. Bila je rođena u Francuskoj 1242. Djetinjstvo joj je bilo nesretno. Englezi su pokazivali iznimnu nenaklonost prema njenoj majci. Brat Edvard joj se opasno razbolio. Zbog svega toga, Beatris i njezini roditelji neprestano su bili pod stresom. Međutim, imali su vremena pokazati Beatris da ju vole.

### Brak i djeca
Beatris se udala za vojvodu Ivana II. Rodila mu je šestero djece:
- Artur II. od Bretanje
- Ivan
- Marija
- Petar
- Blanka
- Eleonora

### Smrt
1275. Beatris je umrla u Londonu. Pokopana je u Greenwichu.